# Bebop y Rocksteady
Bebop y Rocksteady (Rocoso en Hispanoamérica) son dos personajes ficticios de las series de dibujos animados de 1987 las Tortugas Ninja y los cómics Archie TMNT Adventures, así como la mayoría de los videojuegos clásicos de TMNT. Siguen las órdenes del villano de la serie Shredder, líder del Clan del Pie. Sus nombres se derivan de géneros de música: Bebop es un estilo de jazz; mientras que Rocksteady es un estilo musical jamaicano, un precursor del reggae.

## Historia en la serie
Bebop y Rocksteady eran humanos, y parte de una pandilla callejera de la ciudad de Nueva York que trabajaban para Shredder. Rocksteady era un bajo y robusto rubio caucásico (quien lucía unos pantalones de camuflaje del ejército que serían remplazados por unos simples pantalones de color beige más tarde en su forma mutada de vez en cuando lucía un casco del ejército) mientras que Bebop era un negro muy alto con un estilo de cabello punk de color morado. Con otros miembros de su pandilla, ellos fueron enviados a detener a la reportera del Canal 6, April O'Neil donde estuvo haciendo un reportaje acerca del crimen de la ciudad. April bajó corriendo dentro de las alcantarillas mientras era perseguida por las pandillas callejeras y encontró a las Tortugas, quienes derrotaron a los pandilleros en una pelea.
Después de este humillante contratiempo, Shredder desarrolló un plan para derrotar a las Tortugas mutando a miembros de esa banda callejera, así ellos tendrían habilidades semejantes a las Tortugas’. Bebop y Rocksteady designados para ser sometidos al procedimiento (aunque ninguno estuvo particularmente consciente de que iban a vivir mutados) con la promesa que les permitiría conseguir la venganza contra las Tortugas. Bebop fue convertido en un facoquero y Rocksteady en un rinoceronte, para lograr esto Shredder envió dos robots hacia un zoológico donde estos robots atraparon un jabalí y un rinoceronte y se los llevaron con toda rapidez hacia la guarida donde estaba Shredder, para que Shredder experimentara la mutación de Bebop y Rocksteady con el jabalí y con el Rinoceronte. La mutación fue un éxito sin embargo, aunque la mutación los hizo más grandes y más fuertes, ellos fueron incompetentes bobalicones, y fueron completamente ineptos en detener a las Tortugas o llevando a cabo los planes de Shredder. En la mayoría de las series, ellos trabajaban como comediantes.
En uno de los episodios de la serie, Bebop había criado una tortuga de mascota, en la que fue mutada y convertida en una malvada tortuga llamada Slash.
En otro episodio Bebop y Rocksteady afirman que lo máximo que habían llegado a robar eran pequeñas tiendas.
La última apariencia de Bebop y Rocksteady cambió en la temporada final número 8 El Viaje de las Tortugas (Turtle Trek). En ese episodio, las Tortugas destruyen el Tecnodromo, atrapándolo y habitándolo para los habitantes de la Dimensión X. Después de ese episodio Bebop y Rocksteady ya no aparecen. Se presume que ellos quedaron atrapados en algún lugar de la Dimensión.

## Otras apariciones

### En televisión animada

#### Serie 1987
Bebop (con la voz de Barry Gordon en la mayoría de las apariciones, Greg Berg en algunos episodios de 1989) y Rocksteady (con la voz de Cam Clarke) se presentaron en la serie como parte de una pandilla humana en la ciudad de Nueva York que trabajaba para Shredder. Rocksteady era un hombre caucásico rubio corto y robusto (que lucía pantalones de camuflaje del ejército que serían reemplazados por unos simples pantalones beige de carga más tarde, aunque también ocasionalmente lucía un fuerte casco militar en su cabeza en su forma mutada). Bebop era un hombre afrodescendiente más alto con un mohawk púrpura. Con los otros miembros de su pandilla, fueron enviados a detener a una reportera de Channel 6 llamada April O'Neil de hacer un reportaje sobre el crimen en la ciudad. April corrió hacia las alcantarillas mientras era perseguida por la pandilla callejera y se encontró con las Tortugas Ninja Mutantes Adolescentes, que luego derrotaron a la pandilla en una pelea.
Después de este humillante contratiempo, The Shredder desarrolló un plan para derrotar a las Tortugas mediante la mutación de los miembros de la pandilla callejera de la que forman parte Rocksteady y Bebop para que tengan habilidades mayores que las de las Tortugas. Rocksteady y Bebop se ofrecieron voluntariamente a someterse al procedimiento (aunque ninguno de los dos estaba particularmente consciente de lo que implicaría) primero con la promesa de que les permitiría vengarse de las tortugas. Como resultado de estar en contacto con un jabalí común y un rinoceronte negro que Shredder había secuestrado en el zoológico, Bebop mutó en un jabalí mutante humanoide mientras Rocksteady mutó en un rinoceronte humano mutante humanoide.
Aunque la transformación los hizo más grandes y más fuertes, siguieron siendo torpes e incompetentes, y eran completamente ineptos para detener a las Tortugas o llevar a cabo los planes de Shredder. A lo largo de la mayoría de las series, intentaron atacar a las Tortugas con fuerza bruta, sin aplicar el conocimiento y la estrategia. En el episodio "The Missing Map", cuando los dos fueron atrapados accidentalmente en la máquina de "extracción cerebral" de Krang, los resultados concluyeron que no había "datos que extraer", lo que implica que los dos poseían poco o ningún conocimiento. Para la mayoría de las series que fueron empleadas para propósitos, sin embargo, las Tortugas ciertamente las consideran formidables (a pesar de su estupidez) en combate debido a su gran fuerza y resistencia, y como tales, a menudo usan su inteligencia para burlarlos en lugar de luchar contra ellos de una manera directa. Pero sus intentos contra las tortugas parecen fallar con regularidad debido a su incompetencia y comportamiento tonto, lo que hace que Shredder y Krang abusen de ellas tanto física como verbalmente, y las primeras incluso las despidieron un episodio.
En un episodio de la serie llamado "Slash la tortuga malvada de la dimensión X", se demostró que Bebop se había quedado con una tortuga mascota,pero el y Rocksteady lo transformaron en la tortuga malvada Slash,(una versión más grande y más fuerte de las Tortugas Ninjas) para que el hiciera las labores que ellos no querían hacer.pero término saliendose de control y tuvieron que deshacerse de él. Pero fueron obligados por Shredder y Krang a recuperarlo.
En otro episodio llamado "La creación de Metalhead", Bebop y Rocksteady revelan que ellos estaban muy bajos en la escala social de ladrones y lo máximo que habían llegado a Robar eran simplemente pequeñas tiendas.
En el episodio, "Planet of the Turtleoids, Parte 1", Bebop y Rocksteady fueron responsables de la exposición de un toro rojo y un lunar a una máquina de duchas de mutágenos en el zoológico, transformándolos en Groundchuck y Dirtbag al liberarlos accidentalmente en el momento en que Shredder y Krang quería mutar a un león y un gorila (que fueron liberados por el Turtleoid Kerma) para ser sus últimos secuaces.
En la octava temporada, Bebop junto con Rocksteady parecían tener algún tipo de inteligencia, y hablaban y bromeaban menos. La última aparición de Rocksteady y Bebop es en la final de la temporada 8, Turtle Trek. En ese episodio, las Tortugas destruyen los motores del Tecnódromo, atrapándolos a ellos ya sus habitantes en Dimension X para siempre. Mientras que sus jefes Krang y Shredder regresaron en la décima y última temporada, Bebop y Rocksteady no lo hicieron. Su destino final no fue explicado, aunque se supone que todavía están en algún lugar de la Dimensión X.

#### Serie 2003
En la serie de 2003 del episodio "Fallen Angel", aparece allí, por primera vez, dos personajes que se visten y son idénticas a Rocksteady y Bebop, como seres humanos. En el episodio "El Samurai de Turismo" (Samurai Tourist), Gen un rinoceronte antropomorfo, pone en la ropa humana que le da un aspecto casi idéntico al de Rocksteady. También en ese episodio, el general es perseguido por Kojima, un asesino que resulta ser un jabalí humanoide.
En el Fast Forward episodio "Future Shellshock", Miguel Ángel se cae de un camión y volar a otro vehículo, cuyo conductor se parece mucho Bebop, sólo con pequeñas gafas de sol, más modernos. En la película de TMNT, había una canción de rap llamado "Shell Shock" jugar en los créditos finales. Bebop y Rocksteady se mencionan en la canción. Bebop y Rocksteady tanto aparecen en la película de 25th Anniversary crossover, tortugas por siempre (Turtles Forever), la voz de Braford Cameron (Bebop) y Johnny Castro (Rocksteady). También se pueden ver en forma humana cuando las tortugas primera viajar de regreso a la dimensión de 1987.

#### Serie 2012
Bebop y Rocksteady aparecen en la encarnación de 2012, con la voz de J.B. Smoove y Fred Tatasciore, respectivamente.
Rocksteady se introdujo por primera vez en la serie como Ivan Steranko, un traficante de armas y coleccionista de artefactos ruso con un diente de oro, un ojo derecho de diamante y armado con un par de nudillos de bronce (que tienen una imagen del martillo y la hoz soviéticos en cada uno), que es un viejo amigo y socio de negocios de los Destructores. Steranko se sabe que tiene Excálibur, la lanza del destino, la armadura de Alejandro Magno, tanques, un oso polar trofeo de caza, y una taxidermia rinoceronte en su colección y la capacidad de distinguir la diferencia entre un artefacto falso y uno real. Apareció por primera vez en "Enemy of My Enemy", donde se reunió con Shredder para un acuerdo de armas. Shredder no parecía confiar en él muy bien, y había buscado la carga en caso de que Steranko estuviera haciendo algún truco. Durante la lucha de las Tortugas con Shredder, Steranko fue derribado por el arma que se estaba vendiendo al Clan del Pie. En "A Chinatown Ghost Story", se mencionó que Steranko pagaría a los Dragones Púrpuras a través del techo por la Daga Mística.
Bebop fue presentado más tarde como Anton Zeck, un ladrón profesional afrodescendiente en un traje de alta tecnología basado en Tron con un Mohawk energético, su baile es casi similar a los movimientos de Michael Jackson, y armado con aparatos de alta tecnología que dieron Steranko. Su ojo derecho de diamante en un encuentro anterior. Apareció por primera vez en "La leyenda del Kuro Kabuto", donde Steranko lo envió a robar el casco de Shredder, el titular Kuro Kabuto. Después de su robo, donde dejó su tarjeta de visita en un Rahzar pegado, Zeck se topó con las Tortugas, que le robaron el kabuto. Las tortugas, Rahzar, Fishface, Tiger Claw y Baxter Stockman, luchan contra Zeck por el casco, pero logró evadirlos. Cuando Zeck se reunió con Steranko en su helicóptero, ambos descubrieron que Leonardo se cambió el casco con pañales sucios en el último minuto, por la rabia de Steranko.
En "La caza de la serpiente", tres meses después de que Kraang conquistara Nueva York, Steranko y Zeck, desesperados por escapar de su alcance, resolvieron capturar a la mutada Karai a cambio de que Shredder se asegurara su salida segura de la ciudad. El dúo tuvo éxito, pero Shredder se mostró furioso ante la revelación de que Steranko estaba detrás del robo del casco de Kabuto, y se produjo una batalla con las Tortugas y el Clan del Pie sobre capturar a Karai, quien finalmente escapa. Enfurecido, Shredder procedió a que el dúo fuera mutado en el laboratorio de Stockman-Fly, a pesar de las peticiones de perdón de Steranko. Como resultado de verter jabalí común y rinoceronte blanco, el ADN en dos lotes de mutágenos, Zeck y Steranko, respectivamente, mutaron en un jabalí humanoide y rinoceronte, para su furia e indignación.
En "El cerdo y el rinoceronte", los dos se vieron obligados a unirse al Clan del pie al ser golpeados por Shredder. Mientras que Zeck declaró que ser un jabalí no sería bueno para su trabajo, Steranko afirma que servirán a Shredder ... por ahora. Los dos encargados una vez más de recuperar a Karai para Shredder en el cual, si fallan, Shredder les presentará nuevas formas de dolor. Sin embargo, Zeck y Steranko decidieron retirarse de la tarea por un tiempo para vengarse de las Tortugas, creyendo que si no hubieran interferido con el trato en los muelles, no estarían en su condición actual. Sometieron a Donatello, Raphael, April O'Neil y Casey Jones y los mantuvo como rehenes. Luego de arrinconar a las dos últimas Tortugas en Coney Island, Leonardo liberó a los rehenes mientras Michelangelo distraía a los captores tratando de encontrar nombres mutantes, finalmente los sacó de la camioneta en la que llegaron a Steranko, que se llamaba Rocksteady y Zeck se llamaba Bebop. Mientras que a Rocksteady le gustaba el nombre del mutante, a Bebop no. Lucharon contra sus seis enemigos por el lote de retro-mutágenos que Donatello había inventado, buscando volverse humanos nuevamente. Después de una batalla en última instancia sin éxito con las tortugas, el dúo se escapó. Pudieron recuperar a Karai y entregarla a su nuevo maestro. Rocksteady se convirtió en la conexión de Shredder con la mafia rusa, como se menciona en "Casey Jones Vs. the Underworld".
En "The Noxious Avenger", Stockman encargó a Bebop y Rocksteady recuperar un químico conocido como "Reagent-X" (y algunos comestibles, a su ira) para crear un suero de control mental para que Shredder lo use en Karai, Sin querer encontrar algún mutágeno en el proceso. Sin embargo, durante su batalla con las Tortugas, el mutágeno que encontraron terminó siendo arrojado por Zeck en todo el humilde trabajador de alcantarillado convertido en basurero Garson Grunge, quien se transformó en Muckman. Después de verlo derrotar a las Tortugas en un encuentro posterior, Bebop y Rocksteady se aprovecharon de la perdida y confundida Muckman, al convencerlo de que era la culpa de las Tortugas por su mutación. Muckman luego ayudó temporalmente al dúo a robar otra sustancia química que luchaba contra las Tortugas, pero finalmente recuperó el sentido después de darse cuenta de la verdadera naturaleza de Bebop y Rocksteady cuando las Tortugas lo rescataron, girando sobre ellas y destruyendo la sustancia química, lo que hizo que Bebop y Rocksteady se retiraran. En "Meet Mondo Gecko", los dos asistieron a la carrera mutante clandestina de Xever con el resto del Foot y otros mutantes que eran enemigos de las tortugas. En "The Deadly Venom", un Karai con control mental pudo derrotar a Rocksteady en combate como parte de una prueba para ver si el suero de control mental funcionaba en ella.
En "El ataque del mega Destructor!" Se ordena al dúo que mantenga una vigilancia constante de la base del Pie, ya que Shredder cree que las Tortugas pronto se infiltrarán en ella. La premonición de Shredder es correcta y las dos ayudan a Tiger Claw y un nuevo trío de mutantes de Shredder para defenderse de las Tortugas. Los dos capturan a Leonardo y Michelangelo cuando se infiltran en la base una vez más, y se preparan para volcarlos en la cuba de mutagen de Stockman. Sin embargo, los dos son engañados por Leonardo para crear un mutante masivo de las Tortugas y los tres mutantes Shredder. Bebop también vierte algunas sardinas en la tina con los mutantes de Shredder, creando inadvertidamente un Kaiju mutante masivo de Shredder que se desboca. Después de que las Tortugas derrotan al monstruo, la Destructora está furiosa con las dos y le ordena a Tiger Claw que les dé una paliza salvaje por sus fracasos.
El dúo ayudó a someter a las Tortugas para que fueran colocadas en las trampas de Karai durante "The Fourfold Trap", también sufriendo una brutal derrota a manos de Splinter cuando vino a buscar a sus hijos. En "Aniquilación: Tierra" pt. 2, cuando los Triceratons llegaron a la Tierra con la intención de destruirla, los dos ayudaron a luchar contra los alienígenas hasta que Shredder los condenó a todos al matar a Splinter. Aterrorizados, los dos se abrazaron mientras eran absorbidos por el agujero negrogenerados por los Triceratons, convirtiéndolos en las primeras víctimas de la destrucción de la Tierra. Sin embargo, gracias a que el profesor Zayton Honeycutt invirtió seis meses antes de los eventos de "Aniquilación: Tierra", el dúo se revivió y, gracias a las Tortugas del futuro, el Generador de Agujeros Negros se detiene, antes de ser destruido, junto con La nave madre Triceraton, por el fugitoide en un ataque kamikaze. Shredder es derrotado por Splinter, y el dúo se ve obligado a huir de Manhattan con el resto de la tripulación de Shredder.
Reaparecen al final de "City at War", donde se refugian en un condominio en las profundidades del bosque, el dúo actúa como guardaespaldas de Shredder cuando es atendido por Stockman-Fly debido a las lesiones que sufrió dejándolo enganchado. Equipo medicopara mantenerlo vivo antes de que Stockman-Fly lo inyecte con mutágeno. Pronto se unirán con Tiger Claw en "Broken Foot" para defender la fábrica de productos químicos Auman de Karai, ya que ella comienza a derrotar sistemáticamente el imperio criminal de Shredder, una pieza a la vez. Después de que Karai, Shinigami y Leo puedan dañar la fábrica, pero se vean obligados a huir debido a que los Foot-bots los superan en número, el dúo persigue el Party Wagon y logra estrellarlo quitando uno de sus neumáticos traseros con sus propios neumáticos. Las armas de van, pero las tortugas escapan. Se reagrupan con Tiger Claw para defender la fábrica que produce los Foot-bots, pero aunque logran capturar a Karai, Shinigami y el Foot Ninja con ellos, las Tortugas, menos Donatello, que fue lesionado por los explosivos del ataque anterior, son capaces de rescatarlos y destruir la fábrica, la policía de Nueva York llegó para investigar la destrucción.
Cuando su maestro fue completamente restaurado a su fuerza total (y al recibir una dosis masiva de mutágeno especial), se les ordenó que buscaran a las Tortugas en las alcantarillas del metro. Finalmente lograron romper la puerta de acero, donde se escondían las Tortugas, April y Karai. La pareja se enfrentó con las Tortugas varias veces más antes de la muerte de la Destructora en el final de la cuarta temporada, "Owari". A pesar de la muerte de su maestro, Tiger Claw, el nuevo líder del Pie, los volvió a poner en servicio una vez más. Después de que el demodragon Kavaxas (con la voz de Mark Hamill) resucitara a Shredder como un cadáver desvencijado, Bebop y Rocksteady abandonaron al Clan del Pie para siempre en "End Times", por un temor preciso de que estaban sobre sus cabezas.
En la saga de episodios de tres partes Crossover Tales, Bebop y Rocksteady se encuentran y se unen a las contrapartes de Shredder y Krang en 1987 para conquistar la Tierra de las realidades de 1987 y 2012 y derribar a las Tortugas y sus contrapartes de 1987. Con frecuencia son maltratados por Shredder y Krang, ya que estos últimos están acostumbrados a Bebop y Rocksteady, menos hábiles y coordinados, desde su realidad. Mientras se ganan el respeto de los villanos, deciden atacar a Shredder y Krang cuando descubren que los dos quieren destruir el planeta y salvar a las tortugas de la derrota. Los dos consideran convertirse en superhéroes en su lugar. Cuando las Tortugas de 1987 vuelven a su realidad, le dicen a las versiones de Bebop y Rocksteady de 1987 que pueden elegir sus propias vidas, lo que hace que las dos comiencen a reconsiderar sus opciones de vida.

### Películas
En los guiones originales de Las Tortugas Ninja II tanto Bebop como Rocksteady iban a hacer aparición en dicho film pero las insistencias de Kevin Eastman y Peter Laird (que pretendían desprender la serie animada de la serie fílmica) obligaron a los guionistas a retirarlos y a reemplazarlos con Tokka y Rahzar.
Fueron confirmados para aparecer en la película de 2014, pero son retirados nuevamente del guion esta película será el debut cinematográfico de los personajes.
Bebop y Rocksteady aparecen en la secuela Teenage Mutant Ninja Turtles: Out of the Shadows, interpretados por Gary Anthony Williams y el luchador de la WWE Sheamus respectivamente. Si bien el verdadero nombre de Bebop es Anton Zeck, el informe de la mano del guardia de la prisión, Casey Jones, menciona a Rocksteady como Owen Rocksteed (a pesar de que menciona a "Ivan Steranko como uno de sus alias). Originalmente, eran dos criminales, transportados al mismo tiempo que Shredder, después de que brindan asistencia en el rescate de Shredder y se escapan, los selecciona como sujetos de prueba para una nueva variación del mutágeno, que aprovecha el ADN animal latente en su sistema, desde un punto antes de que la vida en la Tierra comenzara a evolucionar en diferentes rutas, causando que mutaran en sus estados más familiares. Como resultado de la introducción de ADN de un jabalí común y de un rinoceronte blanco en su sistema, Bebop mutó en un jabalí mutante humanoide mientras Rocksteady mutó en un rinoceronte blanco mutante humanoide.
Aunque son representados como más competentes que sus encarnaciones de dibujos animados, Rocksteady y Bebop son poderosos luchadores pero intelectualmente limitados. Constantemente andan por ahí, se distraen fácilmente, y en un momento Rocksteady se deja llevar por completo en el calor de la batalla e intenta disparar a las tortugas con un lanzagranadas Mk 19 montado en un tanque M1 Abrams mientras están en un avión de transporte. causando que él destruya la cabina del piloto y que el avión se sumerja en un río. No hay escenas en la película en las que Bebop y Rocksteady se vean aparte.
Bebop & Rocksteady también aparecen en Ninja Turtles: Blood Brothers, los primeros trajes prácticos de acción en vivo de estos personajes. La película del fan es dirigida y creada por Scotty Fields. Fields esculpió e hizo los trajes en su tienda de criaturas, Blood Brother FX, en 2015. Rocksteady es interpretado por el actor de criaturas Alan Maxson y Bebop es interpretado por Carlo B. Soto. Actualmente el tráiler está disponible en línea, pero la película completa de los fanáticos aún está en producción.
Bebop y Rocksteady aparecen en Teenage Mutant Ninja Turtles: Mutant Mayhem (2023), con las voces de Seth Rogen y John Cena, respectivamente. Esta versión del dúo son miembros de la pandilla de Superfly y fueron mutados de un jabalí y un rinoceronte en lugar de humanos. Si bien Rocksteady tiene algunos tatuajes en los brazos como algunas de sus encarnaciones anteriores, se muestra que Bebop tiene más perforaciones. A diferencia de las encarnaciones anteriores, los dos terminan reformándose cerca del final cuando se dan cuenta de que no quieren seguir el plan de Superfly para matar humanos y unirse a las Tortugas Ninja para derrotarlo. Al final, ellos y el resto de los mutantes se mudan con Splinter y las Tortugas.

### Historia en los Cómics
Bebop y Rocksteady se destacaban en las siguientes series de Cómics Las Aventuras de Las Tortugas Ninja Mutantes Adolescentes, con los mismos orígenes. Igual que en los dibujos animados, ellos eran punks mutados por Shredder para ayudarlo a derrotar a las tortugas. Como la serie progresó, los animales mutados en Bebop y Rocksteady aparecieron en los sueños y desearon 'aquellos días' cuando ellos eran animales salvajes (Rocksteady en particular tuvo un sueños donde era un auténtico rinoceronte salvaje). Cuando Shredder y sus secuaces fueron derrotados por las Tortugas en el 'Conflicto Final' (cómics número #13), Bebop y Rocksteady fueron desterrado hacia el Mundo del Edén, un enorme paraíso lleno de vida salvaje y sin humanos, donde disfrutaron de un gran día. En los cómics número #23 y #25, Krang, quien fue desterrado a un mundo lleno de desechos tóxicos, donde habitan criminales exiliados, donde se alió con 2 criminales que encontró, Slash y Bellybomb, quienes robaron una nave espacial para dirigirse hacia la Tierra pero se detuvieron en el Mundo del Edén, donde se encontraron con Bebop y Rocksteady. Bebop y Rocksteady aburridos del Paraíso donde vivían, decidieron unirse a Krang y a sus compañeros que iban de regreso a la Tierra. Sin embargo, en vez de pelear contra las tortugas, Bebop y Rocksteady decidieron dejar a Krang y a los villanos, Slash y Bellybomb, para pelear contra las tortugas y deambular por la ciudad por sus propias cuentas. Deambulando por la ciudad ellos robaron un almacén de ropa para vestir de un modo similar como tenían originalmente, y luego robaron un almacén lleno de armas para adquirir algunas. Entonces fueron al zoológico y abrieron todas las jaulas de los animales, dejándolos a todos libres. En el momento que las tortugas lograron derrotar a Krang (quien había tomado el control del cuerpo de Shredder), Bebop y Rocksteady llegaron con las armas que habían robado del almacén y todos los animales del zoológico. Las tortugas se rindieron y les permitieron a Bebop y a Rocksteady escapar en la nave espacial con los animales. Antes de marcharse Leonardo les pidió que se llevarán a Krang y a Bellybomb de regreso a Morbus, un lugar ubicado en la Dimensión X (Slash tuvo ya que quedarse en el lugar y estuvo deambulando por la ciudad). Los primeros inútiles mutantes se despidieron de las Tortugas Ninja. El panel final número #25 muestra a los 2 mutantes quitándose la ropa y volviendo a sus simples vidas en el salvaje Mundo del Edén.

## Armas de empleo
En la serie de dibujos animados de 1987, Bebop y Rocksteady estaban armados con varios modelos de armas de fuego y armamento láser provenientes de la Tierra y de la Dimensión X. En los primeros episodios de la serie de dibujos animados de 1987, Bebop y Rocksteady estaban armados con rifles automáticos y ametralladoras que usaron contra las Tortugas en la primera batalla. Más tarde en la serie, ellos fueron equipados con rifles y pistolas de rayos láser provenientes de la Dimensión X.
Además la cuantiosa formación de las poderosas armas provenientes de la Tierra y la Dimensión X a la disposición de ellos, Bebop y Rocksteady estuvieron armados con cuchillos de combate; Bebop portaba un cuchillo de doble filo (parecido al Gerber Mark II un cuchillo de combate) y Rocksteady portaba un cuchillo de monte.
El uso de las armas de fuego y los armamentos láser de Bebop y Rocksteady ayudaron a diferenciarlos de las armas que portaban las Tortugas Ninja, la rata Splinter, Shredder y los Soldados del clan del Pie quienes usan armamento tradicional ninja. Esto se debe a que Bebop y Rocksteady jamás fueron ninjas sino que fueron pandillero callejeros quienes estuvieron capacitado en el uso de las armas de fuego antes de ser mutantes.
En los videojuegos ellos usaban diferentes tipos de armas. En la I parte Bebop atacaba embistiendo y Rocksteady atacaba embistiendo y usaba como arma una escopeta. En la II parte TMNT: The Arcade Game, Rocksteady usaba una ametralladora mientras que Bebop usaba un arma que disparaba ondas. En la III parte The Manhattan project, Rocksteady usaba un arma que disparaba arpones mientras que Bebop usaba una bola con cadena sobre su cabeza. En la IV parte Turtles in Time, Bebop y Rocksteady estaban vestidos como unos capitanes piratas. Rocksteady usaba como arma un estoque mientras que Bebop usaba como arma un látigo.